# Bucy-lès-Cerny
Bucy-lès-Cerny település Franciaországban, Aisne megyében. Lakosainak száma 188 fő (2022. január 1.). Bucy-lès-Cerny Cerny-lès-Bucy, Crépy, Molinchart, Saint-Gobain és Cessières-Suzy községekkel határos.

## Népesség
A település népességének változása:
| Lakosok száma | 192  | 159  | 188  | 179  | 207  | 216  | 203  | 194  | 192  | 188  |
|               | 1968 | 1982 | 1990 | 2006 | 2013 | 2015 | 2017 | 2019 | 2020 | 2022 |